# Magnesi sulfit
Magnesi sunfit là muối magnesi của axit sunfurơ với công thức MgSO
3. Dạng muối ngậm nước phổ biến nhất của nó ngậm 6 phân tử nước, MgSO
3·6H
2O. Khi nước nóng trên 40 °C (104 °F), 3 phân tử nước bay hơi, trở thành MgSO
3·3H
2O. Muối khan của nó có tính hút ẩm, có nghĩa là nó dễ dàng hấp thụ nước từ không khí.
Việc sử dụng magiê sulfat chính là trong nông nghiệp, để điều chỉnh đất thiếu magiê (một dinh dưỡng thực vật thiết yếu vì vai trò của magiê trong chất diệp lục và quang hợp). Monohydrate được ưa chuộng cho việc sử dụng này; vào giữa những năm 1970, sản lượng của nó là 2,3 triệu tấn mỗi năm. Dạng anhydrous và một số hyđrat xuất hiện trong tự nhiên dưới dạng khoáng và muối là một thành phần đáng kể của nước từ một số suối.